# Веделаго
Веделаго (итал. Vedelago) је насеље у Италији у округу Тревизо, региону Венето.
Према процени из 2011. у насељу је живело 3939 становника. Насеље се налази на надморској висини од 46 м.

## Становништво
| 1931.  | 1936.  | 1951.  | 1961.  | 1971.  | 1981.  | 1991.  | 2001.  | 2011.  |
| ------ | ------ | ------ | ------ | ------ | ------ | ------ | ------ | ------ |
| 10.829 | 10.969 | 11.407 | 10.189 | 10.663 | 12.084 | 13.011 | 13.826 | 16.434 |